# Lyvan Taboada
Lyvan Taboada Diaz (4 de octubre de 1998) es un jugador profesional de voleibol cubano, que juega en la posición armador.

## Palmarés

### Selección nacional
Copa Panamericana Masculino Sub-21:
- 2017

Campeonato Mundial Masculino Sub-21:
- 2017

Campeonato Mundial Masculino Sub-23:
- 2017

Copa Panamericana:
- 2019, 2022[2]
- 2018

Copa Panamericana Masculino Sub-23:
- 2018

Juegos Panamericanos:
- 2019